# LAION
LAION (acrónimo de Large-scale Artificial Intelligence Open Network, Red abierta de inteligencia artificial a gran escala en español) es una organización alemana sin fines de lucro cuyo objetivo declarado es el de "poner a disposición del público en general modelos, conjuntos de datos y código relacionado de aprendizaje automático a gran escala".  Es conocida por publicar una serie de grandes conjuntos de datos de imágenes y subtítulos extraídos de la web que se han utilizado para entrenar una serie de modelos de texto a imagen de alto perfil, incluidos Stable Diffusion y Google Brain.  
En febrero de 2023, LAION fue citada en la demanda de Getty Images contra Stable Diffusion como non-party. En abril de 2023, LAION fue demandada directamente por un fotógrafo alemán que quería que sus imágenes fueran eliminadas del set de entrenamiento.
El 15 de abril de 2023, LAION y sus colaboradores lanzaron al público OpenAssistant, un bot conversacional asistente de IA de código abierto.

## Conjuntos de datos de imágenes
LAION ha lanzado públicamente una serie de grandes conjuntos de datos de pares de leyendas de imágenes que han sido ampliamente utilizados por los investigadores de IA. Los datos provienen de Common Crawl, un conjunto de datos rastreados de la World Wide Web. Los desarrolladores buscaron etiquetas en el html y trataron sus atributos como subtítulos. Usaron CLIP para identificar y descartar imágenes cuyo contenido no parecía coincidir con sus leyendas.  LAION no aloja el contenido de las imágenes rastreadas, sino que el conjunto de datos contiene direcciones URL que apuntan a imágenes, que los investigadores deben descargar ellos mismos. 
El primer conjunto de datos de este tipo, LAION-400M, se lanzó en agosto de 2021 y constaba de 400 millones de pares de leyendas de imágenes. Los pares se extrajeron de un subconjunto aleatorio de páginas web extraídas por Common Crawl entre 2014 y 2021.  Fue un intento de recrear el proceso utilizado por OpenAI para recopilar los 400 millones de pares de imágenes y subtítulos que usaron para entrenar el modelo CLIP: la empresa había optado por abrir el código y los pesos del modelo, pero no su conjunto de datos de entrenamiento.  Imagen, un modelo de texto a imagen anunciado por Google Brain en 2022, empleó LAION-400M en combinación con conjuntos de datos internos privados. 
Un sucesor de más de 5 mil millones de pares, LAION-5B, fue lanzado en marzo de 2022.  En el momento de su lanzamiento, era el mayor conjunto de datos de pares de pie de imagen disponible gratuitamente que existía.  Su creación fue financiada por Doodlebot, Hugging Face y Stability AI, la compañía de IA detrás de la financiación del modelo de texto a imagen Stable Diffusion, que fue entrenado en él. 

### Ejemplo de entrada

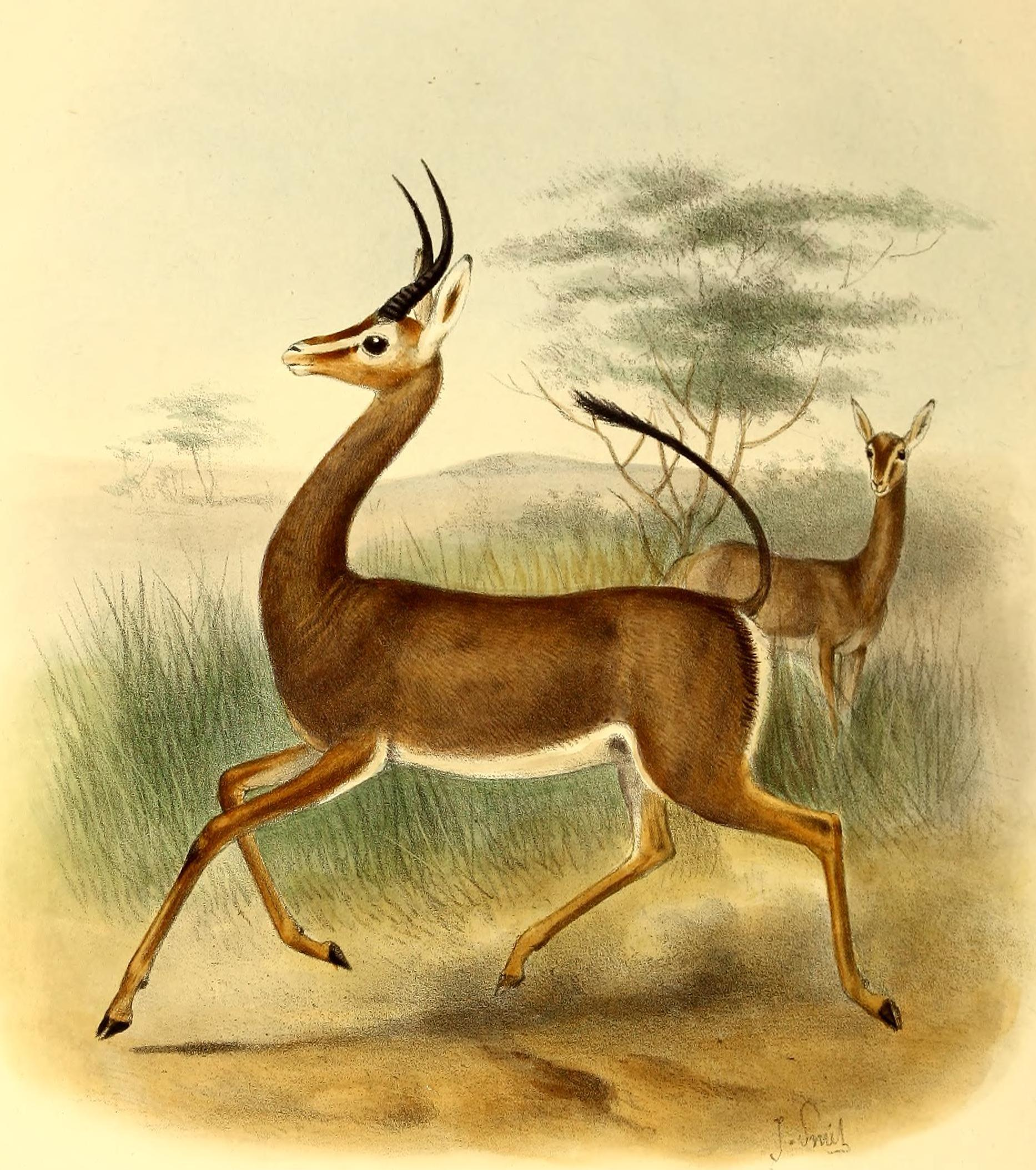
Un ejemplo de una de los miles de millones de imágenes en el conjunto de datos LAION-5B

A continuación se muestra un ejemplo de los metadatos asociados con una entrada en el conjunto de datos LAION-5B. El contenido de la imagen en sí, que se muestra a la derecha, no se almacena en el conjunto de datos, sino que solo se vincula a través del campo URL:
URL
https://upload.wikimedia.org/wikipedia/commons/thumb/4/45/Ammodorcas_clarkei_The_book_of_antelopes_%281894%29.jpg/275px-Ammodorcas_clarkei_The_book_of_antelopes_%281894%29.jpg
Texto
Ammodorcas clarkei El libro de los antílopes (1894).jpg
Ancho
275 (medido en píxeles)
Altura
311
Semejanza
0,34972 ( similitud de coseno entre la imagen y el pie de foto, medida con CLIP. Cualquier par que tuviera valores de similitud inferiores a 0,3 se descartó del conjunto de datos. )
Marca de agua
0,30022 (probabilidad estimada de que esta imagen tenga una marca de agua, determinada por un modelo de IA)
Punsafe
0.0000001688 (probabilidad estimada de que esta imagen "no sea segura para el trabajo", según lo determinado por un modelo de IA)
Estética
6,02298 (puntuación estimada que un evaluador humano asignaría a la estética de esta imagen, en una escala del 1 al 10)

## Pausa en el desarrollo de la inteligencia artificial
En marzo de 2023, el Future of Life Institute (FLI), financiado -enter otros-  por Elon Musk, redactó una carta  en la que pedía a los principales desarrolladores de inteligencia artificial que acordaran una pausa verificable de seis meses de cualquier sistema "más poderoso que GPT-4 " y que usaran ese tiempo para instituir un marco para garantizar su seguridad; o, en su defecto, que los gobiernos intervinieran con una moratoria.
LAION se pronunció en contra de la inicitiva, argumentando que es necesaria la aceleración de la investigación y el establecimiento de un clúster informático internacional conjunto para modelos de base abierta a gran escala  de inteligencia artificial. El CERN suizo podría servir como ejemplo de un modelo cooperativo a nivel internacional.